# 비탈리 파라흐네비치
비탈리 발레리노비치 파라흐네비치(우크라이나어: Віталій Валерійович Парахневич, 1969년 5월 4일 ~ )는 은퇴한 우크라이나 출신 타지키스탄의 축구 선수이다. 포지션은 공격수였다. K리그에서 뛸 당시에는 비탈리이라는 이름을 썼다.

## 클럽 경력
파라흐네비치는 1995년 전북 다이노스에 입단하며 K리그에 발을 디뎠다. 1998년 6월 수원 삼성 블루윙즈에 입단해 1999년 10개의 도움을 기록하며 팀의 전관왕 우승에 기여했다. 2000년 6월 J리그의 쇼난 벨마레로 6개월간 임대 이적하였다. 그 후 무적 선수가 되어 새 팀을 찾다가 2001년 7월 안양 LG 치타스에 입단하였으며 2002년 다시 부천 SK에 입단하였다. 그 후 2003년 FC 초르노모레츠 오데사로 이적했고 FC 드니스테르 오비디오폴에서 2005년 은퇴했다.

## 국가대표팀 경력
파라흐네비치는 1996년 타지키스탄으로 귀화해 1997년 타지키스탄 축구 국가대표팀에서 한 경기를 뛰었다.